# Alma egípcia
Alma egípcia é um conceito metafísico egípcio de alma-coração, o princípio de sete almas que seria levado durante toda a vida.
Para os antigos egípcios, a religião focava a imortalidade. Portanto, a vida futura era altamente desejável. Isso pressupõe a crença de que havia uma alma imortal que viveria após a morte do corpo físico e essa alma, para nós, atualmente, é um conceito bastante complexo.
A alma, seu ser, era composto de partes diversas. Não existia apenas a forma física, e sim, havia oito partes imortais ou semi divinas, que sobreviviam à morte. Portanto as oito partes imortais mais o corpo completariam as nove partes do ser humano.
O significado exato de Ka, Ba, Akh, Sekhem, e outras expressões não são ainda muito claros para nós. Os estudiosos partem do princípio de comparar a cultura egípcia antiga com a nossa e assim ficamos mais confusos porque as ideias são diferentes.

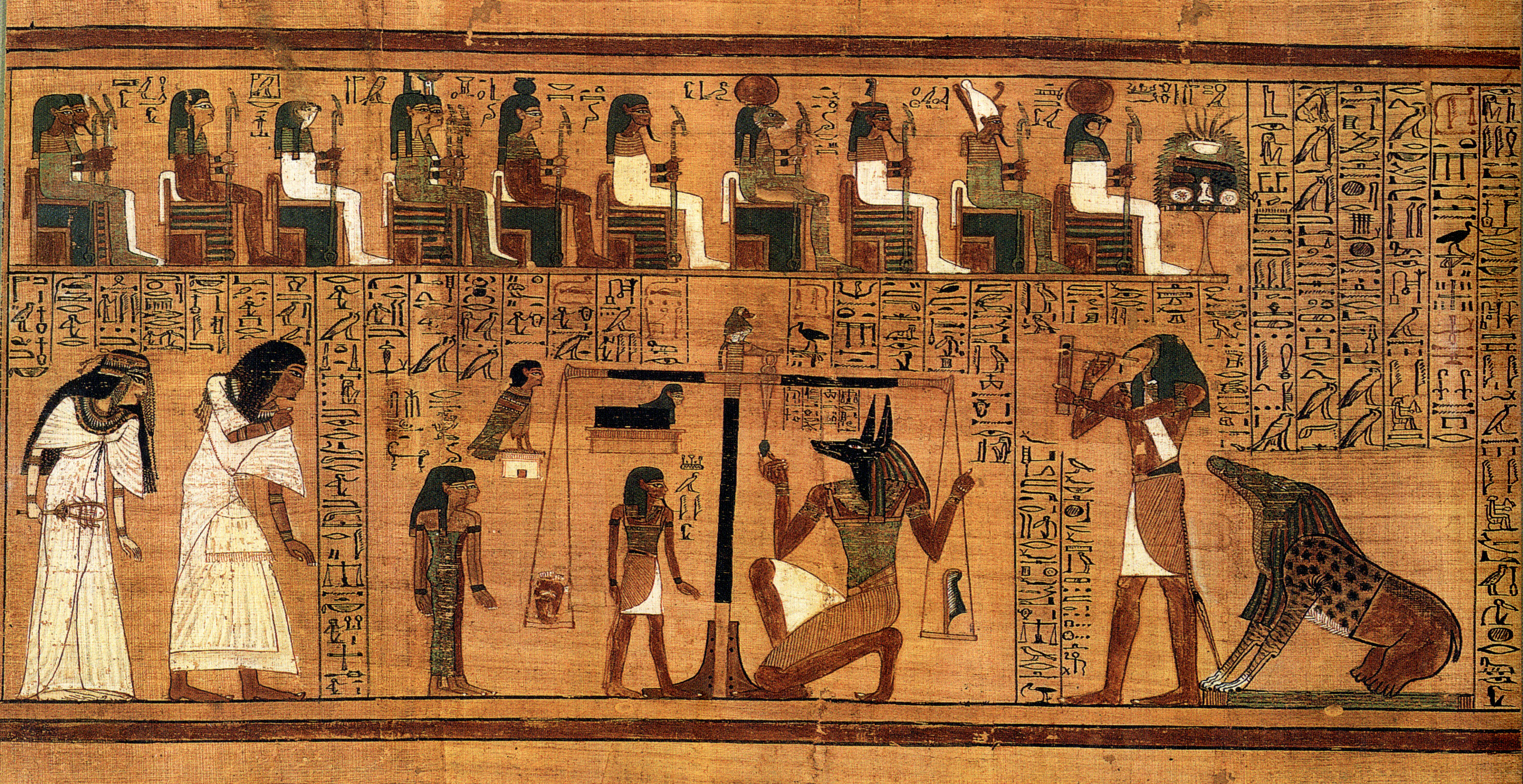
Livro dos mortos de Ani, pesagem do coração

Nas tumbas, o Livro dos Mortos, que na verdade tem o nome de Saída para a Luz do Dia, é uma coleção de textos que aborda toda a viagem do morto rumo a vida pós morte. Através da leitura desses textos é possível tentar entender os conceitos dos antigos egípcios.

## Ib (coração)
A parte mais importante da alma egípcia era o Ib (jb) ou coração. O Ib, ou coração metafísico, era concebido como uma gota do coração da mãe para a criança durante a concepção. Achados arqueológicos retratam esta concepção com a imagem de uma pessoa que é  encaminhada pela deusa Maat após a morte.
O termo ab ou ib foi usado também pelos hebreus para denominar a divindade máxima da religião monoteísta, Deus. Segundo esta etimologia ab são as duas primeiras letras do alfabeto hebraico e grego, respectivamente: a=aleph e alpha ou no hebraico pai; e b=bet e beta ou no hebarico útero ou casa e é uma palavra feminina. A união destas compõe a própria palavra alfabeto ou A Palavra, o Verbo, segundo a Bíblia, o próprio Deus ou ainda, dentro de uma concepção hebraica, pai e mãe; numa concepção egípcia o coração da deusa.

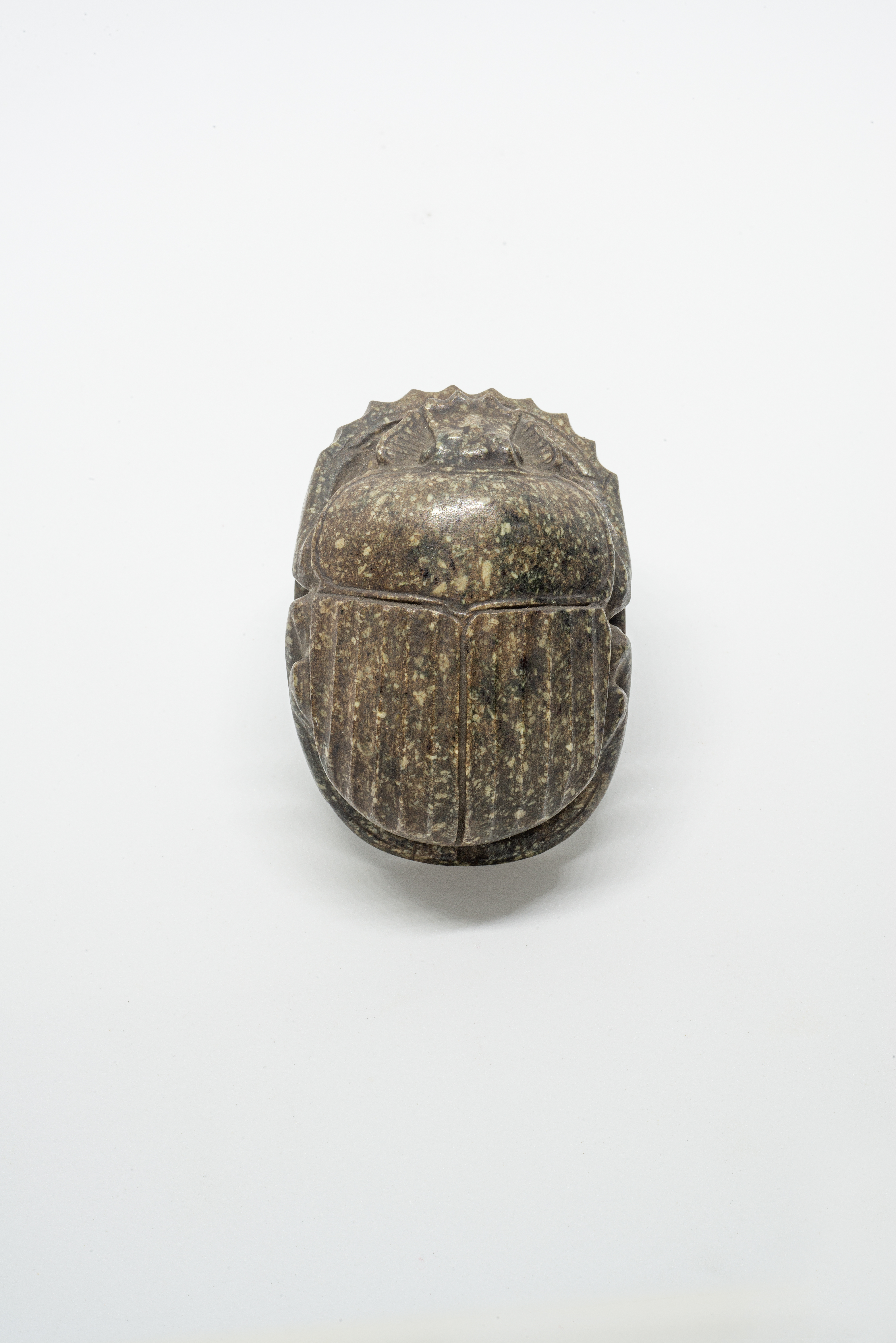
Amuleto funerário colocado na região torácica do morto. Coleção Egípcia da Casa Museu Eva Klabin.

## O Livro
Na verdade não era um livro e sim uma coletânea de textos creditados ao deus Thot e seu objetivo era ajudar a alma do morto a enfrentar e vencer os obstáculos, num caminho muito difícil.
Para chegar ao Amenti, era preciso cruzar os 21 pilares, passar pelas 15 entradas, cruzar 7 salas para chegar ao Saguão das Duas Verdades onde seu coração, frente a Osíris e aos 42 juízes vai ser pesado.
Caso o julgamento fosse favorável ao morto, Hórus o conduzia ao trono de Osíris que indicava seu lugar no reino além da morte. Se o morto estivesse cheio de pecados, seria comido pelo Ammut, o devorador de mortos.Após ser devorado a alma do julgado ficaria desfeita. Não se sabe ao certo para onde iria. A única coisa que se sabe é que o morto podia dizer então adeus vida eterna.

## Partes da Alma Egípcia
As partes da alma egípcia incluem:

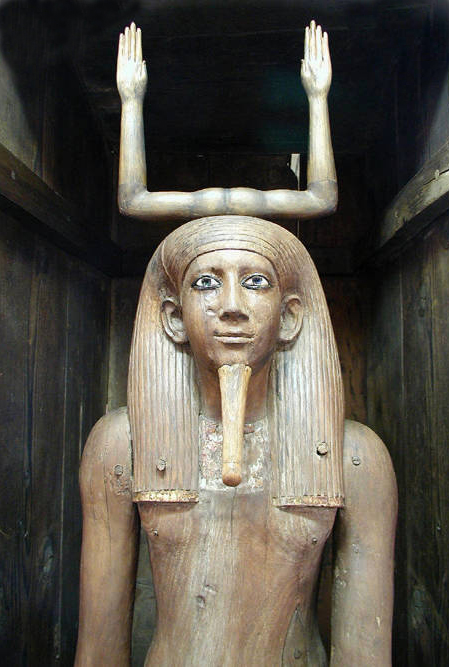
estátua representando o Ka do faraó Hórus

Khat  – A forma física, o corpo que pode se desintegrar após a morte, a parte externa dos mortais que pode ser preservada apenas pela mumificação.
O Ka, o Ba e o Akh são às vezes traduzidos como o Duplo, a Alma e o Espírito, mas isso não explica todas as nuances que estão implícitas nesses conceitos.
Ka – Imagine que o deus criador Quenúbis, criou o Ka da pessoa quando criou essa pessoa em sua roda de oleiro. O Ka então passa a seguir a pessoa como uma sombra ou um duplo, durante toda a vida, mas quando a pessoa morre, o Ka retorna para sua morada celeste.
A preservação do corpo, as oferendas de comida, sejam reais ou apenas gravadas nas paredes da tumba, propiciavam energia ao Ka. Não que ele comesse, mas assim como as estátuas dos deuses, o Ka assimilava energia.
Os egípcios acreditavam que os animais, plantas, água  e as pedras, por exemplo, todos possuíam seu próprio Ka. O Ka humano até podia habitar uma planta, enquanto a pessoa a quem ele pertencia, dormia.
O Ka podia se manifestar, como um fantasma para outras pessoas, tanto fazia se a pessoa a quem ele pertencia estivesse viva ou morta. Podia até apavorar as pessoas que por acaso tivessem feito algum mal para seu possuidor – se, por exemplo, a família não tivesse feito as oferendas devidas, o Ka faminto e sedento, os  assombraria até que corrigissem seu erro.

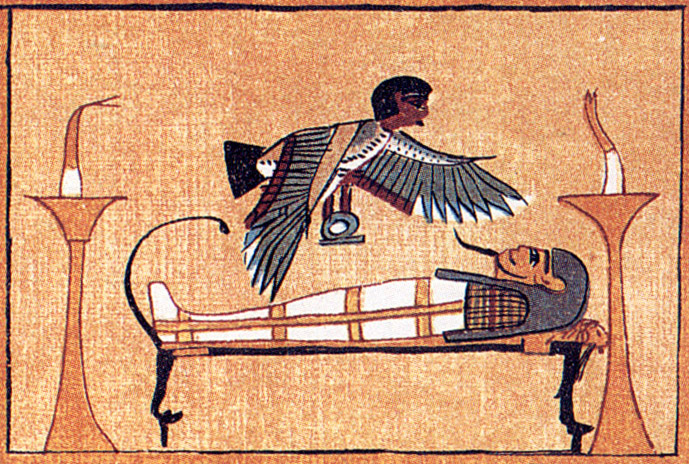
o Ba e a múmia

Na vida diária, ao dar comida e bebida para alguém, os antigos egípcios costumavam usar a frase Para o seu Ka, para desejar energia vital do Ka.
Ba – O Ba podia assumir a forma que desejasse, em geral ele se apresenta na forma de um pássaro com cabeça humana, que flutua em torno da tumba durante o dia, alimentando o falecido com água e comida.
A função mais importante do Ba era tornar possível que o morto, abandonasse a tumba para se reunir ao seu Ka, de modo que pudesse viver para sempre e se tornar um Akh, um ancestral.
O conceito de Ba era mais ligado ao corpo físico e não como alma ou espírito.
Akh  (Akhu, Khu, Ikhu) – É o resultado da união do Ba e do Ka. É a parte imortal, o ser radiante que vive dentro do Sahu. Significa o intelecto, os desejos e intenções do falecido. O Akh se transfigura na morte, e sobe aos céus para viver com os deuses entre as estrelas.
Sahu – É o corpo espiritual. Caso o morto se saia bem no Julgamento de Osíris, o Sahu sobe aos céus saindo do corpo físico, como todas as habilidades mentais de um ser humano vivo.

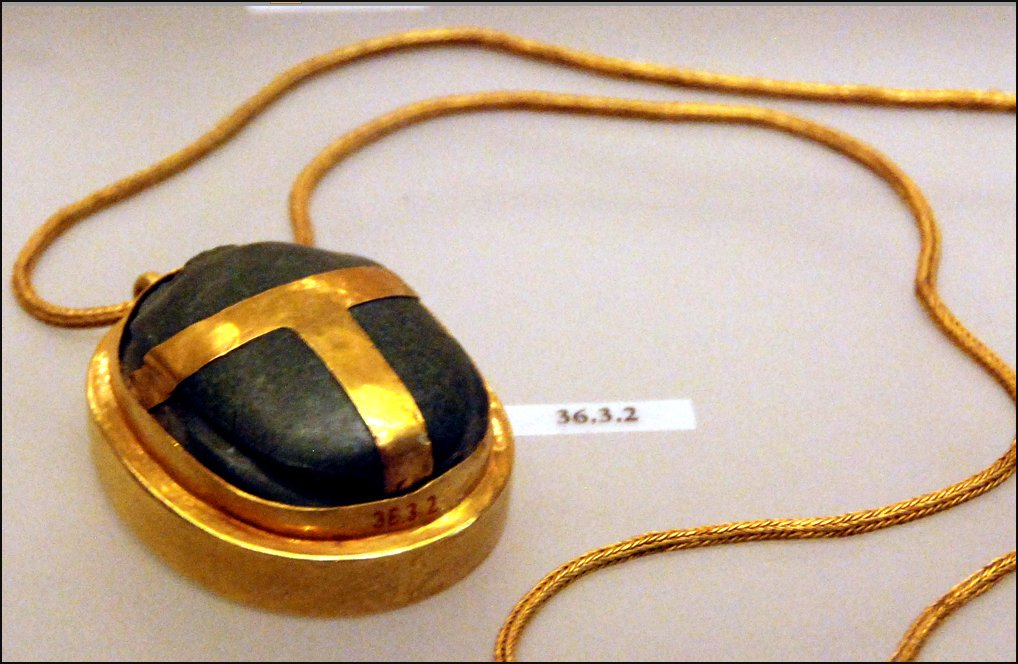
escaravelho representando o coração, tumba de Hatnofer

Sekhem – É a personificação incorpórea da força vital do homem, que passa a viver entre as estrelas junto com o Akh,  após a morte física.
Ab (Ib) – O coração, esta é a fonte do bem e do mal dentro de uma pessoa. É o caráter e o centro dos pensamentos, que pode abandonar o corpo de acordo com sua vontade, e viver junto com os deuses após a morte, ou ser engolida por Ammut, assim tendo a morte final, quando os pratos da balança de Ma´at não se equilibram.
Ren – O nome verdadeiro. É a parte vital do homem em sua jornada através da vida e do pós vida. Para compreender melhor, basta saber que o deus criador (em Mênfis) Ptah, criou o mundo dizendo o nome de todas as coisas.
Um recém nascido, devia receber um nome imediatamente senão estaria vivendo uma existência incompleta.
As cerimônias de nomeação eram secretas, de modo que, uma pessoa podia viver toda sua vida usando um apelido para que ninguém descobrisse seu nome verdadeiro.
Destruir ou apagar o nome de uma pessoa podia certamente trazer a desgraça. Muitos sequer pronunciavam o nome verdadeiro de um deus,  usavam sinônimos em seu lugar, como Yinepu (Anúbis) era sempre chamado: “Aquele que está de frente para a tenda divina, que significava a casa da mumificação. Desse modo o nome verdadeiro do deus ficava escondido e protegido.
Os egípcios acreditavam que aquele cujo nome fosse falado, vivia. Assim sendo, fazer oferendas e dizer o nome de um falecido amado, significava que aquela pessoa vivia entre os iluminados.
A única pessoa que podia destruir os poderes dos demônios, era aquela que soubesse seus nomes. Ao viajar através do mundo subterrâneo, se usava dizer: eu conheço você e sei seus nomes.
Shwt – Num país como o Egito, com um sol escaldante, é possível fazer uma analogia com a proteção e a bênção que é sombra.
Assim, a sombra era vista também como uma entidade que podia se separar do corpo, participar das oferendas funerárias e viajar com grande velocidade.

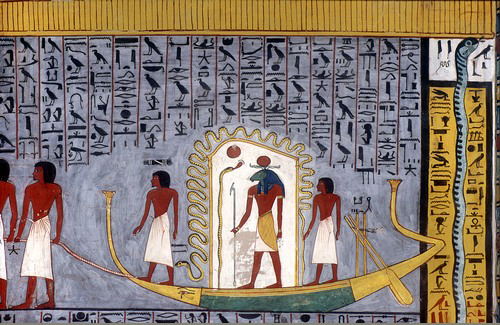
A barca de Rá

## Os campos de junco (Aaru)
Era o local onde o morto passaria sua pós vida, também poderia ser dito, entre as estrelas ou nas Terras do Oeste.
Enquanto o Khat descansa na tumba, pronto para ser reanimado pelo Ka, o Ba pode estar viajando com no mundo subterrâneo com Ra. Enquanto o Ab está com os deuses, a Shwt (sombra)  pode estar com Ba na barca, ou na tumba comendo as oferendas. Ao mesmo tempo, o Akh, Sekhem e Sahu podem estar felizes vivendo entre as estrelas, olhando para a Terra lá embaixo.